# Dzhezkazganite
La dzhezkazganite è una specie di minerale descritta nel 1962 in seguito ad un ritrovamento avvenuto nel giacimento di Zhezkazgan in Kazakistan ma non ritenuta valida dall'IMA perché i dati forniti sono incompleti inoltre la formula chimica probabilmente presenta un errore ed il campione contiene rodio (Rh) e non renio (Re). Il nome è stato attribuito in riferimento alla località di ritrovamento.
Nel 1994 sono stati pubblicati nuovi dati che confermano la presenza del renio.

## Morfologia
La dzhezkazganite è stata rinvenuta sotto forma di granuli di dimensione inferiore ad un µm in aggregati di 0,1mm.

## Origine e giacitura
Questo minerale è stato trovato nell'arenaria associata con bornite, calcocite e galena.